# Leve Patagonia
Leve Patagonia is een studioalbum van Ketil Bjørnstad. Het is een jazzopera annex musical, die in 1978 werd opgenomen in de Rosenborg Studios in Oslo. Het was een weerzien met zanger Ole Paus, voorts zong Cornelis Vreeswijk mee tijdens de opnamen. Thema van Leve Patagonia is het leven van kunstenaars en bohemiens Oda Krohg (meisjesnaam Lasson), Edvard Munch, Hans Jaeger en Jappe Nilssen. 

## Musici
- Ketil Bjørnstad – piano, elektrische piano, hammondorgel, synthesizer
- Knut Riisnaes – sopraansaxofoon, tenorsaxofoon, dwarsfluit
- Nipe Nyrén, Jon Eberson – (elektrische) gitaar
- Terje Venaas – basgitaar
- Pål Thowsen – drumstel, percussie
- Oivind Ekorness – cello
- Sveibn Gundersen, Alexandra Sandøy – achtergrondzang

Met rollen:
- Lill Lindfors – Oda Lasson
- Ellen Westberg Andersen – Bokken Lasson
- Alexandra Sandøy – Alexandra Lasson
- Ole Paus – Hans Jaeger
- Radka Toneff – Saihuekis dochter
- Cornelis Vreeswijk – Minister van Justitie Aimar Sørenssen
- Olle Adolphson – Nils Johan Schjander
- Lars Klevstrand – Edvard Munch
- Alf Cranner – Kelner Hans
- Anne Lise Gjøstøl – Anny
- Hege Tunaal – Jensine
- Jahn Teigen – Henrik Ibsen
- Harald Heide Steen jr. – Jappe Nilssen
- Tore Onsaker, Ånen Valand – arbeiders
- Ketil Bjørnstad - verteller

## Muziek
| Nr. | Titel                                 | Duur |
| --- | ------------------------------------- | ---- |
| 1.  | Leve Patagonia                        | 4:24 |
| 2.  | Skuddet på Tjuveholmen                | 5:27 |
| 3.  | Justisminister Almar Sørenssens samba | 4;24 |
| 4.  | Sommernatt ved fjorden                | 4;15 |
| 5.  | En dag i hans liv                     | 1:31 |
| 6.  | Odas sang                             | 5:40 |
| 7.  | Dyr og indianere                      | 6:23 |
| 8.  | Jensines sommersang                   | 4:05 |
| 9.  | Med hilsen fra Schjander              | 4:55 |
| 10. | Grønnegate 19                         | 2:33 |
| 11. | Natt i Paris                          | 5:37 |
| 12. | Henrik Ibsens triste natt             | 5:34 |
| 13. | Dagen derpå                           | 0:58 |
| 14. | Saihuekis datter                      | 6:47 |
| 15. | Fengsel og fortvilelse                | 5:58 |

| Nr. | Titel                                | Duur |
| --- | ------------------------------------ | ---- |
| 1.  | Fy faen, det er morgen               | 3:05 |
| 2.  | Det er ikke så langt til Sør-Amerika | 6:06 |
| 3.  | Slike drømmer om hus                 | 3:34 |
| 4.  | Promenade                            | 4:37 |
| 5.  | Dueslaget                            | 4:35 |
| 6.  | Et hvitt aeroplan                    | 5:38 |
| 7.  | Dampskipet Melchior                  | 3:53 |
| 8.  | På et blått rom i Vika               | 5:57 |
| 9.  | Kelner Hans                          | 4:35 |
| 10. | Kristianias gater                    | 4:20 |
| 11. | Samba på dødsleiet                   | 4:40 |
| 12. | Jappes blues                         | 3:16 |
| 13. | Jeg ble sytten år mens jeg så        | 5:57 |
| 14. | Saihuekis samba                      | 4:44 |
| 15. | Sang for Patagonia                   | 3:31 |

Sommernatt ved fjorden gaat over Bokken Lasson, zus van Oda, die Oda en Jaeger varend op een boot in een fjord ziet en dat beschrijft. Het lied werd door diverse Noorse artiesten opgenomen. Bjørnstad zou het later ook opnieuw opnemen.